# Cornelia Hütter
Cornelia Hütter (n. 29 octombrie 1992, Graz, Austria) este o schioare austriacă ce participă la Cupa Mondială de Schi Alpin.
Hütter a debutat la Cupa Mondială în noiembrie 2011 la Lake Louise, Canada. A obținut primul ei podium la Cupa Mondială în decembrie 2013, locul al treilea la coborâre la Val-d'Isère, Franța. La Mondialele din 2023 a obținut medalia de bronz la Super-G.

## Rezultate Cupa Mondială

### Clasări pe sezoane
| Sezon | Vârsta | General | Slalom | Slalom uriaș | Super-G | Coborâre | Combinata |
| ----- | ------ | ------- | ------ | ------------ | ------- | -------- | --------- |
| 2013  | 20     | 84      | —      | —            | 42      | 34       | —         |
| 2014  | 21     | 32      | —      | —            | 18      | 18       | —         |
| 2015  | 29     | 14      | —      | —            | 4       | 18       | 19        |
| 2016  | 30     | 7       | —      | —            | 4       | 5        | 29        |

### Clasări pe podium
- 1 victorie - (1 Super-G)
- 9 podiumuri – (5 Coborâre, 4 Super-G)

| Sezon | Dată        | Oraș                 | Disciplină | Loc |
| ----- | ----------- | -------------------- | ---------- | --- |
| 2014  | 21 dec 2013 | Val-d'Isère, Franța  | Coborâre   | 3   |
| 2016  | 4 dec 2015  | Lake Louise, Canada  | Coborâre   | 2   |
| 2016  | 5 dec 2015  | Lake Louise, Canada  | Coborâre   | 3   |
| 2016  | 6 dec 2015  | Lake Louise, Canada  | Super-G    | 3   |
| 2016  | 9 ian 2016  | Altenmarkt, Austria  | Coborâre   | 3   |
| 2016  | 10 ian 2016 | Altenmarkt, Austria  | Super-G    | 3   |
| 2016  | 19 feb 2016 | La Thuile, Italia    | Coborâre   | 2   |
| 2016  | 12 mar 2016 | Lenzerheide, Elveția | Super-G    | 1   |
| 2016  | 17 mar 2016 | St. Moritz, Elveția  | Super-G    | 3   |

## Rezultate Campionate Mondiale
| An   | Vârsta | Slalom | Slalom Uriaș | Super-G | Coborâre | Combinata |
| ---- | ------ | ------ | ------------ | ------- | -------- | --------- |
| 2015 | 22     | —      | —            | 4       | 15       | —         |

## Rezultate Jocuri Olimpice
| An   | Vârsta | Slalom | Slalom Uriaș | Super-G | Coborâre | Combinata |
| ---- | ------ | ------ | ------------ | ------- | -------- | --------- |
| 2014 | 22     | —      | —            | 4       | 15       | —         |